# Saison 5 de Brothers and Sisters
Chronologie
Saison 4
La cinquième et dernière saison de Brothers and Sisters, a démarré aux États-Unis le dimanche 26 septembre 2010. Après avoir commandé 18 épisodes, ABC en a commandé 4 supplémentaires, portant ainsi le nombre d'épisodes à 22. L'ultime épisode de la série a été diffusé le 8 mai 2011.

## Distribution de la saison

### Acteurs principaux
- Sally Field (V.F.: Monique Thierry) : Nora Walker
- Calista Flockhart (V.F.: Natacha Muller) : Kitty Walker
- Rachel Griffiths (V.F.: Anne Massoteau) : Sarah Walker
- Matthew Rhys (V.F.: Mathias Kozlowski) : Kevin Walker
- Dave Annable (V.F.: Pascal Nowak) : Justin Walker
- Ron Rifkin (V.F.: Max André) : Saul Holden
- Patricia Wettig (V.F.: Véronique Augereau) : Holly Harper (épisodes 1 à 12)
- Luke Macfarlane (V.F.: Emmanuel Garijo) : Scotty Wandell
- Gilles Marini (V.F.: Thomas Roditi) : Luc Laurent

### Acteurs récurrents
- Kerris Lilla Dorsey (V.F.: Lisa Caruso) : Paige Whedon
- Emily VanCamp (V.F.: Chantal Macé) : Rebecca Harper (épisodes 2 à 4)
- Maxwell Perry Cotton (V.F.: Leopold Szapatura) : Cooper Whedon (épisodes 4 et 22)
- Balthazar Getty (V.F.: Patrick Borg) : Tommy Walker
- Ken Olin : David Caplan
- Jeremy Davidson : Jack Randall
- Odette Yustman : Annie
- Richard Chamberlain : Jonathan Byrold
- Sonia Braga : Gabriela Laurent (épisodes 8 et 22)
- Cristine Rose : Dean Danielle Whitley (épisodes 9 et 11)
- Isabella Rae Thomas : Olivia
- Edwina Findley : Jill
- Cara Buono : Rose (épisodes 13 à 15)
- Beau Bridges : Nick Brody

## Épisodes

### Épisode 1:Un monde qui change
- États-Unis /  Canada : 26 septembre 2010 sur ABC / Global[1]
- France : 25 mars 2011 sur TF1
- Belgique : sur RTL-TVI

- États-Unis : 9,49 millions de téléspectateurs (première diffusion)

- Ken Olin (David Caplan)
- Bobby Soto (Mateo)
- Grant Albrecht (Joe Corvus)
- Terry Walters (Lacy)

### Épisode 2:Poudre aux yeux
- États-Unis : 3 octobre 2010 sur ABC
- France : 28 mars 2011 sur TF1

- États-Unis : 9,17 millions de téléspectateurs (première diffusion)

- Ken Olin (David Caplan)
- Emily VanCamp (Rebecca Harper)
- Kerris Lilla Dorsey (Paige Whedon)
- Bobby Soto (Mateo Paresa)

### Épisode 3:Les Marques du temps
- États-Unis : 10 octobre 2010 sur ABC
- France : 29 mars 2011 sur TF1

- États-Unis : 8,9 millions de téléspectateurs (première diffusion)

- Ken Olin (David Caplan)
- Emily VanCamp (Rebecca Harper)
- Jeremy Davidson (Jack Randall)
- Susan Blakely (Celia Calmartin)

### Épisode 4:De l'ombre à la lumière
- États-Unis : 17 octobre 2010 sur ABC
- France : 31 mars 2011 sur TF1

- États-Unis : 8,81 millions de téléspectateurs (première diffusion)

- Ken Olin (David Caplan)
- Emily VanCamp (Rebecca Harper)
- Maxwell Perry Cotton (Cooper Whedon)
- Mark Ricks (Evan McCallister)
- Stephen Collins (Charlie)
- Jeremy Davidson (Jack Randall)
- Sarah Rafferty (Gloria Pierson-Davenport)
- Emily Hahn (en) (Margaret Hartley)
- Sophina Brown (Bitsy Fairbank)

### Épisode 5:Allô maman!
- États-Unis : 24 octobre 2010 sur ABC
- France : 1er avril 2011 sur TF1

- États-Unis : 8,21 millions de téléspectateurs (première diffusion)

- Jeremy Davidson (Jack Randall)
- John Apicella (Frank)
- Debra Monk (Alexandra Kirby)
- Brianne Davis (Vanessa)

### Épisode 6:Un mari idéal
- États-Unis : 31 octobre 2010 sur ABC
- France : 4 avril 2011 sur TF1

- États-Unis : 8,15 millions de téléspectateurs (première diffusion)

- Jeremy Davidson (Jack Randall)
- Christopher J. Hanke (Marcus)

### Épisode 7:Viens boire un coup à la maison
- États-Unis : 7 novembre 2010 sur ABC
- France : 5 avril 2011 sur TF1

- États-Unis : 8,7 millions de téléspectateurs (première diffusion)

- Ken Olin (David Caplan)
- Kerris Lilla Dorsey (Paige Whedon)
- Mark Ricks (Evan McCallister)
- John Terry (Dr Karl)
- John Apicella (Frank)
- Odette Yustman (Annie)

### Épisode 8:Cette femme, ma mère...
- États-Unis : 14 novembre 2010 sur ABC
- France : 7 avril 2011 sur TF1

- États-Unis : 8,69 millions de téléspectateurs (première diffusion)

- John Terry (Dr Karl)
- Sara Erikson (Kimberly)
- Jessica Parker Kennedy (Angie)
- Sonia Braga (Gabriela Laurent)

### Épisode 9:Chacun sa chambre
- États-Unis : 5 décembre 2010 sur ABC
- France : 8 avril 2011 sur TF1

- États-Unis : 7,59 millions de téléspectateurs (première diffusion)

- John Terry (Dr Karl West)
- Ryan Devlin (Seth)
- John Apicella (Frank)
- Cristine Rose (Dean Danielle Whitley)

### Épisode 10:Le Dilemme
- États-Unis : 12 décembre 2010 sur ABC
- France : sur TF1

- États-Unis : 8,76 millions de téléspectateurs (première diffusion)

- John Terry (Dr Karl West)
- Ryan Devlin (Seth)
- Odette Yustman (Annie)
- Richard Chamberlain (Stephen)

### Épisode 11:Scandaleux!
- États-Unis : 2 janvier 2011 sur ABC

- États-Unis : 7,97 millions de téléspectateurs (première diffusion)

- Edwina Findley (Jill)
- Evan Jones (Dan)
- John Terry (Dr Karl Banks)
- Odette Yustman (Annie)
- Isabella Rae Thomas (Olivia)
- Helen Eigenberg (Mona)
- Tina Huang (the E.R. doctor)
- Ryan Devlin (Seth)
- Ann Marie Lee (Trisha)
- Ingrid Walters (Leah)
- Cristine Rose (Dean Danielle Whitley)
- Cantrell Harris (Michael)
- Damon Dayoub (the firefighter)

### Épisode 12:Merci pour les souvenirs
- États-Unis : 9 janvier 2011 sur ABC

- États-Unis : 8,38 millions de téléspectateurs (première diffusion)

- Ken Olin (David Caplan)
- Kerris Lilla Dorsey (Paige Whedon)
- Richard Chamberlain (Jonathan Byrold)
- Rob Kazinsky (Dr Rick)
- Ryan Devlin (Seth)
- Odette Yustman (Annie)
- Edwina Findley (Jill)
- Isabelle Rae Thomas (Olivia)

### Épisode 13:Tu es en sécurité
- États-Unis : 17 janvier 2011 sur ABC

- États-Unis : 7,07 millions de téléspectateurs (première diffusion)

- Balthazar Getty (Tommy Walker)
- Odette Yustman (Annie)
- Isabella Rae Thomas (Olivia)
- Cara Buono (Rose)
- Rob Kazinsky (Dr Rick Appleton)

### Épisode 14:Conseil de famille
- États-Unis : 13 février 2011 sur ABC

- États-Unis : 6,27 millions de téléspectateurs (première diffusion)

- Balthazar Getty (Tommy Walker)
- Richard Chamberlain (Jonathan)
- Cara Buono (Rose)
- Michael Gross (Edward LeMonde)
- Jeanette O'Connor (Shirley)

### Épisode 15:Amour de jeunesse
- États-Unis : 20 février 2011 sur ABC
- France : 1er avril 2013 sur HD1

- États-Unis : 6,77 millions de téléspectateurs (première diffusion)

- Balthazar Getty (Tommy Walker)
- Kerris Lilla Dorsey (Paige Whedon)
- Cara Buono (Rose)
- Beau Bridges (Nick Brody)
- Alice Evans (Dr Felicity Milton)
- Pedro Pascal (Zach)

### Épisode 16:Une cabane dans le salon
- États-Unis : 6 mars 2011 sur ABC
- France : 2 avril 2013 sur HD1

- États-Unis : 7,37 millions de téléspectateurs (première diffusion)

- Kerris Lilla Dorsey (Paige Whedon)
- Mark Ricks (Evan McCallister)
- Isabella Rae Thomas (Olivia)
- Evan Pedro Pascal (Zach)
- Edwina Findley (Jill)
- Evan Jones (Dan)
- Paul Ganus (handsome man)
- Robert Maffia (policeman)

### Épisode 17:Le Choix d'Olivia
- États-Unis : 10 avril 2011 sur ABC
- France : sur TF1

- États-Unis : 6,59 millions de téléspectateurs (première diffusion)

- Edwina Findley (Jill)
- Anita Finlay (Juge Marsha Forrest)
- Douglas Spain (Brian Garcia)
- Isabella Rae Thomas (Olivia)
- Ryan Devlin (Seth)
- Stephanie Lemelin (Beklee Makowska)

### Épisode 18:Ne jamais dire jamais
- États-Unis : 10 avril 2011 sur ABC

- États-Unis : 6,43 millions de téléspectateurs (première diffusion)

- Richard Chamberlain (Jonathan Byrold)
- Isabella Rae Thomas (Olivia)
- Beau Bridges (Nick Brody)
- Jayne Brook (Bertha Wandell)

### Épisode 19:Ne serait-il pas agréable?
- États-Unis : 17 avril 2011 sur ABC

- États-Unis : 6,32 millions de téléspectateurs (première diffusion)

- Isabella Rae Thomas (Olivia)
- Beau Bridges (Nick Brody)
- Roxy Olin (Michelle McGregor)
- Evan Jones (Dan)
- Julia Murney (Kendra)
- Scot Zeller (Hans)
- Jenny Phagan (TSA agent)

### Épisode 20:Père inconnu
- États-Unis : 24 avril 2011 sur ABC

- États-Unis : 6,55 millions de téléspectateurs (première diffusion)

- Isabella Rae Thomas (Olivia)
- Roxy Olin (Michelle McGregor)
- Deirdre Lovejoy (Marissa Crandall)

### Épisode 21:Pour le meilleur ou pour le pire
- États-Unis : 1er mai 2011 sur ABC

- États-Unis : 5,7 millions de téléspectateurs (première diffusion)

- Christine Garver (Young Nora)
- Robbie Amell (Young William)
- Marika Dominczyk (Tyler Altamirano)
- Isabella Rae Thomas (Olivia)
- Beau Bridges (Nick Brody)
- Chris Sheffield (Young Brody)

### Épisode 22:Une si belle mariée
- États-Unis : 8 mai 2011 sur ABC

- États-Unis : 7,18 millions de téléspectateurs (première diffusion)

- Balthazar Getty (Thomas Walker)
- Kerris Lilla Dorsey (Paige Whedon)
- Maxwell Perry Cotton (Cooper Whedon)
- Mark Ricks (Evan McCallister)
- Marika Dominczyk (Tyler Altamirano)
- Richard Chamberlain (Jonathan Byrold)
- Isabella Rae Thomas (Olivia)
- Ryan Devlin (Seth)
- Beau Bridges (Nick Brody)
- Sonia Braga (Gabriela Laurent)
- Trieste Kelly Dunn (Lori Lynn)
- Bradley White (the Minister)
- Garrett Backstrom (Andrew)